# Alice Sapritch
Alice Sapriç, francisé Sapritch, née le 29 juillet 1916 à Ortaköy (Empire ottoman, actuelle Turquie) et morte le 24 mars 1990 à Paris VIe, est une actrice française d'origine arménienne.

## Biographie
D'origine arménienne, Alice Sapritch passe son enfance à Istanbul. La famille Sapriç (graphie originale du nom) connaît de gros problèmes financiers dus aux dettes de jeu du père, professeur de français à Istanbul. Elle qualifie son enfance de malheureuse et dira : « Je n'aime pas l'enfant que j'ai été. Mon enfance n'a rien à voir avec la femme que je suis devenue. Je n'accepte pas de m'en souvenir. » À six ans, elle quitte la Turquie, envoyée vivre chez sa grand-mère à Bruxelles, avant de gagner seule, à l'âge de seize ans, Paris où elle est modèle pour des artistes, notamment pour le sculpteur Charles Despiau. Elle entre au Cours Simon, puis, en 1939, au Conservatoire national supérieur d'art dramatique dans la classe de Georges-Gustave Toudouze, et de Madame Dussane, où elle reçoit en 1941 un second accessit de tragédie au concours. Son premier rôle sera celui de la reine Gertrude dans Hamlet de Shakespeare. Elle montre une certaine aisance dans des pièces en costumes.
Pendant la guerre, elle fréquente l'écrivain d'extrême droite Robert Brasillach, qui sera fusillé en février 1945 pour faits de collaboration et intelligence avec l'ennemi,. À la Libération, elle rencontre Guillaume Hanoteau qu'elle épouse en 1950. Ils divorceront en 1971.
L'année 1950 marque ses débuts au cinéma : elle tourne cette année-là dans Le Tampon du capiston, dont son mari a écrit le scénario. On la retrouve dans Le Crime du Bouif (1952), puis, aux côtés d'Yves Montand, dans Premier mai (1958). Elle enchaîne les petits rôles dans des films de Claude Autant-Lara (Le Joueur, également en 1958), Robert Hossein (Les Scélérats, 1959), Gérard Oury (La Menace, 1960), Jean Cocteau (Le Testament d'Orphée, 1960), François Truffaut (Tirez sur le pianiste, 1960) et autres, mais elle ne rencontre pas la notoriété espérée.
En 1959, André Frank, responsable des émissions dramatiques à la télévision, lui suggère de faire de la télévision. Commence alors une carrière à la télévision qui lui apportera le succès et la notoriété et lui fera dire : « Ma vie ne commence qu'avec la télévision. » Elle joue ainsi dans de nombreuses adaptations : Tous ceux qui tombent, Mathilde, La Cousine Bette, d'après Balzac, Destins, d'après Mauriac (1965), La Bonifas, d'après Jacques de Lacretelle (1968), Le Chevalier des Touches, d'après Jules Barbey d'Aurevilly (1966), Le Curé de village, d'après Balzac (1968), Vipère au poing, d'après Hervé Bazin (1971).
Au cinéma, le succès arrive en 1971, à l'âge de cinquante-cinq ans, convainquant le public dans un registre comique, lorsqu'elle incarne la duègne qui tente de séduire Yves Montand dans La Folie des grandeurs, le quatrième plus gros succès de Gérard Oury. Elle y rivalise avec Louis de Funès (déjà croisé dans Sur un arbre perché) et Yves Montand.
Malgré des prestations remarquées, elle enchaîne durant les années 1970 des comédies qualifiées de nanars. Elle rejoint l'équipe de Michel Gérard, adepte du genre, accompagné de son coscénariste Vincent Gauthier et du duo Michel Galabru et Paul Préboist dans Les Joyeux Lurons en 1972 puis Les Vacanciers en 1974.
Dans Le Führer en folie de Philippe Clair, où l'issue de la Seconde Guerre mondiale se déroule lors d'un match de football, elle joue le rôle d'Eva Braun.
Viennent ensuite Gross Paris de Gilles Grangier en 1973, Le Plumard en folie de Jacques Lemoine en 1974 et Drôles de zèbres, l'unique film réalisé par Guy Lux. Elle continue cependant, pendant cette période, à interpréter des rôles tragiques au théâtre.

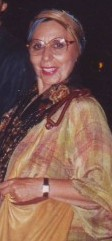
La comédienne en 1985.

Elle abandonne ce style de comédies « à la française » à la fin des années 1970 (sauf pour Adam et Ève en 1984) et redore un peu son blason à la fin de sa carrière grâce à son retour à des rôles dramatiques au cinéma, comme dans Les Sœurs Brontë d'André Téchiné (1979), ou à la télévision avec L'Affaire Marie Besnard en 1986, pour lequel elle reçoit un 7 d'or.
Son dernier rôle sera celui de l'héroïne éponyme du téléfilm en deux parties Catherine de Médicis, d'Yves-André Hubert, diffusé en 1989.
Elle enregistre un album de chansons en 1975 (réédité en 2003) puis sort un 45 tours en 1986 : Slowez-moi. Elle écrit également plusieurs ouvrages autobiographiques (Alice, Mes dîners en ville, Femme-public : ma vérité et Mémoires inachevés) et un roman (Un amour menacé en 1973).
Claude Véga l'imite avec talent. Thierry Le Luron l'imite également beaucoup, ce qu'elle prend assez mal au début. Dans les années 1980, elle participe régulièrement à l'émission des Grosses Têtes, où elle est la cible récurrente des moqueries de ses camarades sur son âge, et où elle lâche son lancinant et sensuel : « T'occupe ! » Elle fait aussi preuve d'autodérision (« Avant, j'étais moche ») en tournant des spots publicitaires pour les produits d'entretien Jex Four, en 1983,.
Alice Sapritch compte parmi ses plus fidèles amis Jean-Louis Bory, à qui elle rend visite presque chaque dimanche alors qu'il se trouve en maison de repos à Montmorency, après la grave dépression qui le conduira à son suicide[réf. nécessaire].
Elle est également très proche de la communauté arménienne et participe à de nombreux rassemblements aux côtés de la diaspora.
Elle meurt d'un cancer le 24 mars 1990 dans le VIe arrondissement de Paris, à l'âge de 73 ans. Elle est incinérée au crématorium du cimetière du Père-Lachaise à Paris et ses cendres sont dispersées dans une rivière.

## Filmographie

### Cinéma
- 1950 : Le Tampon du capiston de Maurice Labro (la pharmacienne)
- 1951 : Le Crime du Bouif d'André Cerf
- 1955 : Si Paris nous était conté de Sacha Guitry (une dame de la cour)
- 1958 : Cargaison blanche de Georges Lacombe : (une cliente de Madame Irma) (non créditée)
- 1958 : Premier mai ou Le Père et l'enfant de Luis Saslavsky (une entraîneuse)
- 1958 : Le Joueur de Claude Autant-Lara (Marfa)
- 1959 : La Nuit de Tom Brown de Claude Barma : (Tante Sarah)
- 1959 : Le Testament d'Orphée de Jean Cocteau (une gitane, rôle non crédité)
- 1959 : Les Tripes au soleil de Claude Bernard-Aubert
- 1959 : Les Scélérats de Robert Hossein (l'invitée qui complimente Thelma)
- 1960 : La Fille aux yeux d'or de Jean-Gabriel Albicocco
- 1960 : Tirez sur le pianiste de François Truffaut (la concierge)
- 1960 : Candide ou l'Optimisme au XXe siècle de Norbert Carbonnaux (la sœur du baron)
- 1961 : La Menace de Gérard Oury (la cliente)
- 1961 : Le Tracassin ou Les plaisirs de la ville d'Alex Joffé (la femme au parapluie)
- 1964 : Les Deux orphelines de Riccardo Freda (la Frochard)
- 1966 : Qui êtes-vous, Polly Maggoo ? de William Klein (la reine mère)
- 1967 : Lamiel de Jean Aurel (Mme Legrand)
- 1967 : Le Démoniaque de René Gainville (Mme Brussette)
- 1968 : La Fille d'en face de Jean-Daniel Simon
- 1970 : L'Île aux coquelicots de Salvatore Adamo et Eddy Matalon
- 1971 : Sur un arbre perché de Serge Korber (Lucienne Roubier)
- 1971 : Vipère au poing de Pierre Cardinal (Folcoche)
- 1971 : La Folie des grandeurs de Gérard Oury (la duègne)
- 1972 : Les Joyeux Lurons de Michel Gérard (Léonie)
- 1973 : La Raison du plus fou de François Reichenbach (la directrice)
- 1973 : L'Affaire Crazy Capo de Patrick Jamain
- 1973 : Le Concierge de Jean Girault (la comtesse de Beauchamp)
- 1973 : Elle court, elle court la banlieue de Gérard Pirès (L'automobiliste hargneuse)
- 1973 : L’Histoire très bonne et très joyeuse de Colinot Trousse-Chemise de Nina Companeez (Dame Blanche)
- 1973 : Le Führer en folie de Philippe Clair (Eva Braun)
- 1973 : L'Événement le plus important depuis que l'homme a marché sur la Lune de Jacques Demy (Ramona Martinez)
- 1973 : Gross Paris de Gilles Grangier
- 1974 : Les Guichets du Louvre de Michel Mitrani
- 1974 : Le Plumard en folie de Jacques Lemoine (la vieille blonde)
- 1974 : L'Arriviste de Samy Pavel (la mère de Marc)
- 1974 : Les Vacanciers de Michel Gérard (la tante Aimée)
- 1975 : L'Intrépide de Jean Girault
- 1976 : Le Trouble-fesses ou Le Gaffeur de Raoul Foulon (Marlène)
- 1976 : Les Douze Travaux d'Astérix de René Goscinny et Albert Uderzo (voix uniquement)
- 1977 : Drôles de zèbres de Guy Lux (Gilda Simfrid)
- 1978 : L'Horoscope de Jean Girault (la voyante)
- 1979 : Les Sœurs Brontë d'André Téchiné (la tante)
- 1983 : Un bon petit diable de Jean-Claude Brialy (Mme Mac Miche)
- 1984 : Adam et Ève de Jean Luret
- 1985 : Bonjour les vacances 2 (National Lampoon's European Vacation) d'Amy Heckerling (la douanière de la tour Eiffel)

### Télévision
- 1960 : Le lien de Guy Lessertisseur : La Baronne
- 1961 : La vie que je t'ai donnée de Guy Lessertisseur d'après Luigi Pirandello : Donna Anna
- 1961 : La Reine Margot de René Lucot : Catherine de Médicis
- 1962 : Les Bostoniennes d'Yves-André Hubert : Olivia Chancellor
- 1963 : Tous ceux qui tombent de Michel Mitrani
- 1963 : Le Chemin de Damas d' Yves-André Hubert
- 1963 : Janique Aimée, série télévisée de Jean-Pierre Desagnat
- 1963 : Commandant X, série télévisée de Jean-Paul Carrère (épisode : Le dossier boîte aux lettres)
- 1964 : La Cousine Bette d'Yves-André Hubert
- 1964 : Les hommes d'Albert Riera
- 1964 : Babek de Guy Lessertisseur : Yvonne
- 1965 :  Verdict de Pierre Cardinal : épisode Pour le meilleur et pour le pire : Mme Lacombe
- 1965 : Destins de Pierre Cardinal : Élisabeth Gornac
- 1965 : Drame à un personnage d'Ange Casta : Yvonne
- 1966 : Une carabine pour deux de Philippe Ducrest
- 1966 : Le chevalier des Touches de Claude Bernard-Aubert
- 1967 : Allô Police, série télévisée de Robert Guez : Mme Gaillard (ép. 3, 'Visites intéressées')
- 1967 : Mathilde (série télévisée) 2 épisodes
- 1967 : Un auteur à succès de Roland-Bernard
- 1968 : La Bonifas de Pierre Cardinal
- 1968 : La beauté sur la terre de Pierre Cardinal
- 1968 : Amédée de Pierre Boursaus
- 1968 : Le Réquisitionnaire de Georges Lacombe
- 1968 : Un chat est un chat de Robert Maurice
- 1969 : Le Curé du village d'Edmond Tiborovsky : Madame Graslin
- 1970 : Thérèse d'Avila téléfilm de Jeannette Hubert
- 1970 : Alice au pays des merveilles téléfilm de Jean-Christophe Averty
- 1971 : Vipère au poing de Pierre Cardinal
- 1971 : Seule à la maison de Philippe Laïk
- 1972 : L'image de Jeannette Hubert
- 1973 : Molière pour rire et pour pleurer de Marcel Camus
- 1973 : Les malheurs de la Comtesse de Bernard Deflandre
- 1973 : Une atroce petite musique de Jean-Pierre Ferrière
- 1976 : La terrasse des Bernardini de Jean-Louis Bory
- 1976 : Larguez les amarres! de Roger Dallier
- 1977 : Cinéma 16 (série) : Solitudes
- 1979 : Cinéma 16 (série) : Les jardins secrets
- 1980 : La Pharisienne de Gilbert Pineau
- 1981 : Cinéma 16 (série) : Une mère russe
- 1984 : Le Mystérieux Docteur Cornélius de Jean-Daniel Simon : la reine des clochards
- 1986 : Le Cri de la chouette d'Yves-André Hubert
- 1986 : L'Affaire Marie Besnard d'Yves-André Hubert : Marie Besnard
- 1987 : Marc et Sophie, série télévisée
- 1988 : Phèdre de Pierre Cardinal
- 1989 : Juliette en toutes lettres, série télévisée
- 1989 : Catherine de Médicis d'Yves-André Hubert, téléfilm en deux parties : Le Tocsin de la Saint-Barthélemy : 1568-1572 ; et Le Rendez-vous de Blois : 1584-1588
- 1989 : Le Passé retrouvé, documentaire de Mireille Dumas (épisode consacré à Alice Sapritch)

## Théâtre
- 1945 : L'Aiglon d'Edmond Rostand, mise en scène Maurice Lehmann, Théâtre du Châtelet
- 1949 : La Tour Eiffel qui tue de Guillaume Hanoteau, mise en scène Michel de Ré, Théâtre du Vieux-Colombier
- 1951 : Rome n'est plus dans Rome de Gabriel Marcel, mise en scène Jean Vernier, Théâtre Hébertot
- 1954 : La Tour Eiffel qui tue de Guillaume Hanoteau, mise en scène Michel de Ré, Théâtre du Quartier Latin
- 1955 : L'Orestie d'Eschyle, mise en scène Jean-Louis Barrault, Festival de Bordeaux, Théâtre Marigny
- 1957 : Wako, l’abominable homme des neiges de Roger Duchemin, mise en scène Jean Le Poulain, Théâtre Hébertot
- 1959 : Spectacle Jean Tardieu, mise en scène Jacques Polieri, Théâtre de l'Alliance française
- 1962 : L'Idiot de Fiodor Dostoïevski, mise en scène Jean Gillibert, Théâtre Récamier
- 1962 : L'Orestie d'Eschyle, mise en scène Jean-Louis Barrault, Odéon-Théâtre de France
- 1962 : L'avenir est dans les œufs ou il faut de tout pour faire un monde d'Eugène Ionesco, mise en scène Jean-Marie Serreau, Théâtre de la Gaîté-Montparnasse
- 1970 : La vie que je t'ai donnée de Luigi Pirandello, mise en scène Pierre Franck, Théâtre des Mathurins
- 1977 : Au plaisir, Madame ! de Philippe Bouvard, mise en scène Jean-Marie Rivière, Théâtre Michel
- 1979 : Un clochard dans mon jardin de Jean Barbier, mise en scène Guy Michel, Théâtre des Nouveautés
- 1982 : Superdupont ze Show de Jérôme Savary et Marcel Gotlib, dans le rôle de Marianne
- 1984 : Assassino, assassino de Jean-Yves Rogale, mise en scène Nicolas Bataille, Théâtre de la Potinière

## Publications
- Alice Sapritch, Mémoires inachevés : entretien Raoul Mille ; suivi de Abécédaire, Paris, Ramsay/J.-J. Pauvert, 1990, 271 p. (ISBN 978-2-85956-827-6, OCLC 231234856).
- Alice Sapritch, Femme-public : ma vérité, Paris, Plon, 1986, 212 p. (ISBN 2-266-02107-9).

## Distinctions

### Décoration
- Chevalier de la Légion d'honneur elle la reçoit des mains du président de la République François Mitterrand[18].

### Récompenses
- La Nuit des 7 d'or : Meilleure comédienne de fiction pour L'Affaire Marie Besnard en 1986